# Chiến dịch Dynamo
Chiến dịch Dynamo, hay còn gọi là Di tản Dunkirk, là một trong những chiến dịch quan trọng nhất trong Chiến tranh thế giới thứ hai, diễn ra từ ngày 26 tháng 5 đến 4 tháng 6 năm 1940 tại Dunkirk (Pháp). Chiến dịch bắt đầu khi một số lượng lớn quân Anh, Pháp và Bỉ bị chia cắt và bị bao vây bởi quân Đức. Chiến dịch nhằm sơ tán quân đội Anh và các nước đồng minh khác.
Thủ tướng Anh Winston Churchill là người đưa ra lệnh này nhằm giải cứu quân đội viễn chinh Anh, gồm toàn bộ quân đội trong thời bình khỏi kết quả bị xóa sổ bởi quân Đức. Nếu chiến dịch này không thực hiện kịp thời thì nước Anh, một nước không còn quân đội đồng nghĩa với việc kết thúc sự tự do ở châu Âu.
Trong bài phát biểu tại Hạ viện Anh, Thủ tướng Anh Winston Churchill gọi đây là "thảm họa quân sự khổng lồ", ông nói rằng "toàn bộ cội rễ, cốt lõi và đầu não của Quân đội Anh đã bị mắc kẹt tại Dunkirk, hầu như bị giết hoặc bị bắt. Trong bài phát biểu "Chúng ta sẽ chiến đấu trên bãi biển" vào ngày 4 tháng 6, ông đã ca ngợi việc giải cứu họ như là một "phép lạ của giải thoát".
Quân đội Đức bao vây toàn bộ thành phố, con đường giải cứu các binh lính bị bao vây chỉ có thể là từ bờ biển. Quân Anh sử dụng tất cả các phương tiện trong tay, ngay cả xuồng, tàu đánh cá nhỏ,... cũng được sử dụng. Hạm đội giải cứu này phải thực hiện một sứ mệnh khó khăn, được yểm trợ bởi lực lượng Hải quân Hoàng gia Anh, và các toán đi trước dọn mìn và thủy lôi, tiến về Dunkirk. Bản thân các tàu cứu hộ cũng là những mục tiêu của quân Đức.
Vào ngày đầu tiên chỉ có 7.669 binh sĩ các nước Đồng Minh được sơ tán, nhưng đến cuối ngày thứ tám, 338.226 người (khoảng 218.000 lính Anh, 120.000 lính Pháp và Bỉ) trong số họ đã được cứu thoát bởi một hạm đội được tập hợp nhanh chóng với hơn 800 tàu thuyền. Cho đến khi kết thúc chiến dịch, có tất cả khoảng 68.000 quân viễn chinh Anh bị thiệt mạng và bắt làm tù binh. Tuy thiệt của quân Anh là không nhỏ, nhưng khí tài và quân trang có thể sản xuất lại, giải cứu được quân lính mới chính là kỳ tích ở Dunkirk. Chính những binh sĩ sống sót đó sau này sẽ là hạt nhân của lực lượng đánh bại Đức.